# Palačinka
Palačinka je slastica obično napravljena od mlijeka, jaja, brašna i soli. Palačinkama se uglavnom dodaje šećer, začini itd. Može biti pržena na ulju ili bez ulja. Obično se palačinki dodaju i razni nadjevi poput čokolade, raznih čokoladnih namaza (Nutella, Linolada, Eurocrem), marmelade, sira itd. Osim na uobičajeni način, palačinke mogu biti napravljene i bez sastojaka životinjskog podrijetla, gdje se kravlje mlijeko obično zamijeni sojinim, rižinim ili mlijekom od zobi.